# Сугаммадекс
Сугаммадекс (англ. Sugammadex) — средство для устранения нейромышечной блокады, вызванной введением миорелаксантов.
Первый «селективный препарат, связывающий релаксанты» (англ: SRBA).
Одобрен для применения: Евросоюз (2008), США (2015).

## Фармакологическое действие
Модифицированный γ-циклодекстрин.

## Показания
Устранения нейромышечной блокады, вызванной: рокурония бромидом, векурония бромидом.

## Противопоказания
Гиперчувствительность.